# Dżoomart Otorbajew
Dżoomart Otorbajew, kirg. Жоомарт Оторбаев; (ur. 18 sierpnia 1955 we Frunze) – kirgiski polityk, wicepremier w rządzie Dżantörö Satybałdijewa. Premier Kirgistanu od 25 marca 2014 do 1 maja 2015.
Po rozpadzie koalicji rządzącej i dymisji rządu premiera Satybałdijewa, 25 marca 2014 został mianowany p.o. premiera do czasu utworzenia nowego rządu. W dniu 3 kwietnia 2014 parlament zatwierdził utworzony naprędce rząd Dżoomarta Otorbajewa i tym samym został on nowym premierem Kirgistanu.
23 kwietnia 2015 premier Dżoomart Otorbajew podał swój rząd do dymisji. Nowy gabinet pod przewodnictwem Temira Sarijewa został zaprzysiężony 1 maja 2015.